# Viols-le-Fort
Viols-le-Fort é uma comuna francesa na região administrativa de Occitânia, no departamento de Hérault. Estende-se por uma área de 16,73 km². Em 2010 a comuna tinha 1 248 habitantes (densidade: 74,6 hab./km²).